# Simon Bolivar Buckner, Sr.
Pour les articles homonymes, voir Bolívar et Buckner.
 (août 2015).
Si vous disposez d'ouvrages ou d'articles de référence ou si vous connaissez des sites web de qualité traitant du thème abordé ici, merci de compléter l'article en donnant les références utiles à sa vérifiabilité et en les liant à la section « Notes et références ».
Simon Bolivar Buckner (1er avril 1823 ; 8 janvier 1914) était un officier de carrière de l'armée américaine, puis général de l'Armée Confédérée durant la Guerre de Sécession. Il fit à Ulysses S. Grant une fameuse demande de "capitulation sans condition" lors de la Bataille de Fort Donelson en 1862. Il fut ensuite gouverneur du Kentucky.
Son fils, Simon Bolivar Buckner, Jr. (1886 – 1945), fut lieutenant général dans l'armée américaine US Army durant la Seconde Guerre mondiale.

## Fort Donelson
Après qu'Ulysses S. Grant a remporté la bataille de Fort Henry sur la Tennessee en février 1862, il se replie vers Fort Donelson sur la Cumberland. À l'Ouest le commandant Gen. Albert Sidney Johnston envoie Buckner pour être l'un des quatre brigadiers généraux chargés de défendre Fort Donelson. Pour le commandement en chef le choix se porte sur le politicien, mais militaire novice, John B. Floyd; les pairs de Buckner sont Gideon Pillow et Bushrod Johnson. La division de Buckner défend le flanc droit de la ligne confédérée, des retranchements se trouvant devant le fort et la petite ville de Dover (Tennessee). Le 14 février, les généraux confédérés décident qu'ils ne peuvent pas conserver le fort mais planifient une retraite, espérant se joindre aux armées de Johnston qui se trouvent alors à Nashville. Au lever du jour, Pillow lance l'assaut contre le flanc droit de Grant, le faisant reculer de un ou deux miles. Buckner, qui n'a pas confiance en les chances de l'armée, et qui n'est pas en bons termes avec Pillow, refuse de lui apporter son soutien pendant 2 heures, donnant aux hommes de Grant le temps de se réorganiser et tenir leurs lignes.
Tard dans la nuit, les généraux tiennent un conseil de guerre lors duquel ils expriment leur satisfaction quant aux évènements du jour, mais Buckner réussit à les convaincre qu'ils ont peu de chances de gagner ou d'échapper aux armées de Grant, qui a reçu des renforts. Son défaitisme se propage dans toute l'assemblée. Le Général Floyd, qui est certain d'être jugé pour trahison s'il est capturé par le Nord, demande à Buckner l'assurance qu'il lui donnera le temps de s'échapper avec quelques hommes de son régiment avant que l'armée ne se rende. Buckner accepte et Floyd donne le commandement à son subordonné, Pillow, qui décline immédiatement et passe le commandement à Buckner, qui l'accepte. Pillow et Floyd s'enfuient, comme le fait le commandant de la cavalerie, le colonel Nathan Bedford Forrest. Au matin, Buckner envoie un messager aux troupes de l'Union en demandant un armistice et une réunion de délégués afin de déterminer les termes de la capitulation. Il espère que Grant se montrera généreux en souvenir du soutien qu'il lui apporta lors des années difficiles suivant sa démission de l'armée, avant la guerre. Malheureusement, Grant ne fit preuve d'aucune sympathie pour son vieil ami et sa réponse comprend cette fameuse citation, « Aucun terme ne sera accepté à l'exception d'une capitulation sans condition et d'une reddition immédiate. Je me propose de prendre position immédiatement sur vos positions ». Buckner n'a d'autre choix que de répondre :

« Monsieur: "L'état des forces sous mes ordres coïncidant avec un changement inopiné de commandants, ainsi que l'écrasante supériorité numérique des forces sous votre commandement me contraignent à accepter, en dépit du brillant succès militaire des forces confédérées hier, l'offre ingrate et dénuée de tout sens chevaleresque que vous me proposez." »

Il est toutefois à noter que cet échange est purement formel: lors de sa reddition effective, Buckner accueillit Grant chaleureusement, ils échangèrent des plaisanteries notamment sur l'incompétence de Pillow et évoquèrent leurs souvenirs de la guerre au Mexique, Grant proposant de prêter de l'argent à Buckner pour faciliter ses conditions de détention. Ultérieurement, Buckner sera l'une des personnes à porter le cercueil de Grant aux funérailles de celui-ci et il aidera financièrement sa veuve. L'obtention de cette capitulation sans condition fit en revanche beaucoup, sur le moment, pour renforcer la réputation de Grant dans l'US Army.